# ルナ1965A
ルナ1965A(Luna 1965A)またはルナE-6 No.8(Luna E-6 No.8)は、1965年の打上げ失敗で失われたソビエト連邦の宇宙船である。重さ1422kgのルナE-6宇宙船が12回打ち上げられたうちの7回目にあたる。月への軟着陸を目指した最初の宇宙船であるが、この目標はルナE-6の最終飛行であるルナ9号で達成された。
ルナ1965Aは1965年4月10日にモルニヤL8K78Lローンチ・ヴィークルに積まれて、バイコヌール宇宙基地のガガーリン発射台から打ち上げられた。三段目の飛行中、酸化剤タンクの窒素パイプラインが減圧し、その結果エンジンに酸化剤が流入しなくなって停止した。宇宙船は軌道に達せず、大気圏再突入で分解した。ミッションに関する情報が出される前に、アメリカ航空宇宙局はこれが月に着陸する試みであることを正しく把握していた。